# Reconocimiento de caracteres por tinta magnética
El código de reconocimiento de caracteres de tinta magnética, conocido en forma abreviada como código MICR (por sus siglas en inglés), es una tecnología de reconocimiento de caracteres (OCR) utilizada principalmente por la industria bancaria para agilizar el procesamiento y la liquidación de cheques y otros documentos. La codificación MICR, llamada línea MICR, se encuentra en la parte inferior de los cheques y otros comprobantes y generalmente incluye el indicador de tipo de documento, código bancario, número de cuenta bancaria, número de cheque, monto del cheque (generalmente se agrega después de que se presenta un cheque para el pago), y un indicador de control. El formato del código bancario y el número de cuenta bancaria es específico del país.
La tecnología permite a los lectores MICR escanear y leer la información directamente en un dispositivo de recopilación de datos. A diferencia de los códigos de barras y tecnologías similares, los humanos pueden leer fácilmente los caracteres MICR. Los documentos codificados con MICR se pueden procesar de forma mucho más rápida y precisa que los documentos codificados con OCR convencionales.

## Uso internacional
Hay dos tipos de letras MICR principales en uso: E-13B y CMC-7. No existe un acuerdo internacional en particular sobre qué países utilizan qué tipo de letra. En la práctica, esto no crea problemas particulares, ya que los cheques y otros comprobantes no suelen salir de una jurisdicción en particular.
El tipo de letra MICR E-13B ha sido adoptado como estándar internacional en ISO 1004: 1995, y es el estándar en Australia, Canadá, Reino Unido, Estados Unidos, así como América Central y gran parte de Asia, además de otros países.
El tipo de letra CMC-7 se usa ampliamente en Europa, incluidos Francia e Italia, y América del Sur, incluidos Argentina, Brasil, Chile, México, entre otros países.
Israel es el único país que utiliza ambos tipos de letra simultáneamente, aunque la práctica hace que el sistema sea significativamente menos eficiente. Esta situación es producto de que los israelíes adoptaron CMC7, mientras que los palestinos optaron por E13B.

## Tipos de letra

### E-13B

Tipo de letra MICR E-13B de 14 caracteres. Los caracteres de control que encierran cada bloque de números son (de derecha a izquierda) tránsito, nuestro, monto, y guion.

E-13B posee un conjunto de 14 caracteres, compuesto de 10 dígitos decimales, y los siguientes símbolos:
- ⑆ (tránsito: usado para delimitar el código del banco),
- ⑈ (nuestro: usado para delimitar el número de cuenta del cliente),
- ⑇ (monto: usado para delimitar el monto de la transacción),
- ⑉ (guion: usado para delimitar partes de números — por ejemplo, números de secuencia o números de cuenta).

El repertorio E-13B se puede representar en Unicode (ver abajo). Con anterioridad al Unicode, puede ser codificado según el estándar  ISO 2033:1983.

### CMC-7

Tipo de letra MICR CMC-7 de 15 caracteres. Los caracteres de control luego de los numerales son (de izquierda a derecha) interno, terminador, monto, ruteo, y un carácter que no se utiliza.

CMC-7 tiene un conjunto de 15 caracteres, compuesto de 10 dígitos numéricos y 5 caracteres de control, interno, terminador, monto, ruteo, y un carácter no utilizado. CMC-7 posee un formato código de barras, donde cada carácter posee dos espacios largos distintivos en diferentes ubicaciones, y diferentes patrones entre sí, para minimizar las probabilidades de confusión al ller los caracteres.